# PCI SSC
PCI SSC (Payment Card Industry Security Standards Council)は、PCI DSSの継続的な発展、管理を目的として、アメリカン・エキスプレス、ディスカバー・フィナンシャル・サービシズ、JCBインターナショナル、マスターカード、Visaの5社によって、2006年9月7日に設立された評議会である。評議会自身は、さまざまなカード会社から構成されているが、カード会社とは異なる独立した機関であるとしている。

## 概要
PCI SSCは「Payment Card Industry Data Security Standard (PCI DSS)」の一連のセキュリティ基準の編成を行なった。これらの基準は、企業自身がカードのセキュリティ方針、手順、ガイドラインを評価するために盛り込まれた多数の下位要件を含む12の重要な要件で構成されている。
この評議会では、かつて決済アプリケーションのベストプラクティス (PABP)と称されていた「Payment Application Data Security Standard (PA-DSS)」の管理も同様に行なっている。2016年からは、EMVcoと協力してEMV3Dセキュアv2.0をサポートするためのセキュリティ要件、テスト手順、評価者研修を提供している。

## メンバーシップと参加
PCI SSCのメンバーは現在、前述の5社の主要決済ブランドで構成されており、その役員および管理職もこれらの従業員で占められている。
利害関係者は参加組織 (Participating Organization)として登録することにより、PCI DSSの開発に加わることができる。参加組織の登録者は、特別利益団体 (Special Interest Groups)に組織され、評議会によって維持されているさまざまなセキュリティ基準の改訂やさらなる発展の推進を担う
。